# Diffusion circulaire
Pour les articles homonymes, voir Diffusion et Circulaire.

Deux types de fausse confirmation. Les lignes pointillées indiquent une source invisible pour un réviseur. Dans chaque cas, une source (en haut) apparaît à un examinateur (en bas) comme deux sources indépendantes.

La diffusion circulaire, ou fausse confirmation, est une situation de critique de source (en) dans laquelle une information semble provenir de plusieurs sources indépendantes, mais provient en réalité d'une seule source,. La plupart du temps, le problème survient par erreur, à cause de rapports, de collectes de renseignements bâclés ou de déclarations non-vérifiées. Cependant, la situation peut également être délibérément créée par la source ou le rapporteur afin de renforcer la croyance généralisée en cette information. 
La diffusion circulaire se produit dans divers domaines, notamment le renseignement, le journalisme et la recherche universitaire. Ce phénomène est particulièrement préoccupant dans le domaine du renseignement militaire, car la source initiale a davantage intérêt à diffuser de la désinformation et parce que la chaîne de transmission des informations est plus susceptible d’être dissimulée (brouillard de guerre). C’est aussi un problème dans le journalisme et dans le développement des théories du complot, où l’objectif principal d’une source diffusant une information improbable ou difficile à croire est de la faire apparaître comme largement connue.
Le scandale du Nigergate en 2002 fut un exemple classique de diffusion circulaire au sein des agences de renseignement,.

## Exemples de diffusions circulaires

### RomanRacinesde 1976
L'auteur Alex Haley a grandi en entendant l'histoire orale selon laquelle le premier ancêtre de sa famille à s'installer aux États-Unis était un jeune homme nommé Kunta Kinte, qui vivait près du Kamby Bolongo, ou fleuve Gambie, et qui fut enlevé pour être réduit en esclavage alors qu’il ramassait du bois. Adulte, Haley a fait des recherches sur la généalogie de sa famille pour ce qui allait devenir le roman de 1976 Roots: The Saga of an American Family (Racines en français). Il s'est rendu en Gambie dans le but de confirmer l'histoire familiale de Kinte. Haley a raconté l’histoire de Kinte au cours d'un séminaire d’experts tribaux gambiens, qui cherchaient un griot – un historien oral – qui pourrait être en capacité de confirmer l’histoire. Finalement, Haley a rencontré un homme nommé Kebba Fofana dans la ville de Juffureh qui lui a conté une histoire de Kunta Kinte particulièrement similaire à celle que Haley avait entendue toute sa vie, ce qui semblait confirmer et consolider le roman de Haley (ainsi que la mini-série historique de 1977 adaptée du roman). Cependant, après la publication, il a été découvert que les histoires orales des griots n’étaient pas fiables pour les périodes antérieures au XIXe siècle, que Fofana n’était pas un véritable griot et que sa confirmation de l’histoire de Haley était en réalité une reformulation de l'histoire que Haley lui-même avait raconté aux experts gambiens, illustrant ainsi un cas de diffusion circulaire.

### Guerre en Irak
En 2001, le scandale du Nigergate, initialement publiés par Service de renseignements et de la sécurité militaire (l'ancienne Agence de renseignement et de sécurité extérieure italienne), semblaient dépeindre une tentative de Saddam Hussein en Irak d'acheter de la poudre d'uranium yellowcake au Niger pendant la crise du désarmement en Irak. D’autres agences de renseignement les ont cités pour convaincre leurs gouvernements ou le public qu’un tel achat avait bien eu lieu.
En 2004, le président du rapport du Sénat américain sur les renseignements d'avant-guerre en Irak a déclaré à Tim Russert de NBC qu'un seul informateur, Rafid Ahmed Alwan al-Janabi, dit « Curveball », « avait en réalité fourni 98 % de l’évaluation concernant l’existence ou non d’une arme biologique irakienne ». Et ce, malgré le fait que « personne au sein du gouvernement américain n’avait jamais réellement parlé à l’informateur à l’exception d’un seul analyste du Pentagone, qui avait conclu que cet homme était alcoolique et totalement inutile comme source ».

### Autres exemples
Début 2012, un utilisateur de TV Tropes nommé Tunafish a affirmé qu'un bug existait dans le jeu vidéo de stratégie Civilization rendant Gandhi beaucoup plus agressif. Tunafish n'a fourni aucune preuve. La répétition de cette fausse information a conduit au mème Internet « Nuclear Gandhi ».
En 2018, Shehroze Chaudhry a été identifié comme un membre actif de l'État islamique ayant participé à des assassinats, notamment à travers des reportages impliquant un podcast du New York Times, entre autres. Le podcast et d’autres médias se sont appuyés sur des articles de blog rédigés par Chaudhry à partir de 2016. Le podcast a été pris par des responsables gouvernementaux et d’autres comme preuve du crime ; cependant, les publications originales n’étaient pas vérifiées et ont ensuite été reniées par l’auteur

## Diffusion circulaire sur Wikipédia
Wikipédia est parfois critiquée pour être utilisée comme source de diffusion circulaire, en particulier dans une variante où une affirmation non sourcée dans un article de Wikipedia est reprise par une source fiable, souvent sans citer l’article ; cette source est ensuite ajoutée comme référence à l’affirmation sur Wikipedia.

### Histoire de la citogenèse
La première utilisation enregistrée du terme «citogenèse» pour décrire ce phénomène remonte à novembre 2011, lorsque Randall Munroe l’a employé dans une bande dessinée xkcd . Ce néologisme est considéré comme un jeu de mots homophonique sur «cytogenèse»,qui désigne la formation, le développement et la variation des cellules biologiques.
Un article du magazine Slate a fait référence au processus en quatre étapes décrit dans la bande dessinée, afin de sensibiliser au phénomène de la "citogenèse" facilité par Wikipedia. Ce type de diffusion circulaire a été décrit comme particulièrement difficile à détecter en raison de la rapidité des révisions des pages web modernes, ainsi que de l’absence de dates précises (« en date du ») dans les citations et de dates de « dernière mise à jour » sur les pages en ligne.

### Exemples sur Wikipédia

Diffusions circulaires entre Wikipédia et la presse. Traduction de l'image dans le sens antihoraire en partant du haut: "cite à partir de", "presse", copie à partir de", "Wikipedia"

Exemples notables de fausses affirmations qui ont été propagées sur Wikipedia et dans des sources d’actualités en raison de la diffusion circulaire :
- 2007 : Wikipédia et The Independent ont propagé la fausse information selon laquelle l’humoriste Sacha Baron Cohen avait travaillé chez Goldman Sachs[14].
- 2008 : Un étudiant a ajouté arbitrairement « également connu sous le nom de... fourmiliers brésiliens » à l'article sur le coati, ce qui a conduit à des commentaires ultérieurs sur le mammifère mentionnant ce surnom. Parmi les médias ayant repris ce surnom figurent The Independent[15], le Daily Express[16], Metro[17], le Daily Telegraph[18], le Daily Mail, un livre publié par l'Université de Chicago[19], et un ouvrage universitaire publié par l'Université de Cambridge[20].
- 2008 : Un utilisateur du nom de « Lordvolton » (souvent cité à tort comme Lordvoltron ), a ajouté un faux préfixe « xeraflop » à la page Wikipedia sur les opérations à virgule flottante par seconde. Elle a ensuite été largement propagée dans de nombreuses sources[21],[22].
- 2009 : Le deuxième prénom « Wilhelm » a été ajouté par erreur au nom de Karl-Theodor zu Guttenberg. Cette information a été relayée par de nombreuses publications, notamment la presse allemande et internationale[23].
- 2009 : Une année de sortie incorrecte, 1991, a été ajoutée à l'article Wikipédia de la montre Casio F-91W. La BBC a repris cette information dans un article de 2011. Des contacts répétés avec des sources primaires ont confirmé que l’année de sortie correcte était 1989, mais comme la BBC est généralement une source secondaire fiable, leur mention de 1991 a rendu difficile la suppression de la désinformation. En 2019, KSNV a cité cet incident comme un autre exemple de "citogenèse"[24]. L'année correcte n'a été rétablie qu'après cette révision, l'article de KSNV étant cité dans l'article pour soutenir la restauration de la date de sortie de 1989.
- 2014 : Une affirmation a été ajoutée anonymement à la page Wikipedia de l’humoriste britannique Dave Gorman, selon laquelle il aurait « pris une pause dans sa carrière pour faire de l’auto-stop sponsorisé autour des pays du Pacifique ». Lorsque cette information a été remise en question, un article publié ultérieurement (en septembre 2014) dans The Northern Echo, un quotidien régional du nord-est de l'Angleterre, a été cité comme preuve. Gorman a réfuté cette affirmation dans l’épisode 3, saison 4 de son émission télévisée britannique Modern Life Is Goodish (première diffusion le 22 novembre 2016)[25],[26].
- 2022 : Un article canular sur Alan MacMasters, prétendu inventeur du grille-pain, a été découvert après avoir été repris par des médias d’information, qui ont ensuite été utilisés comme sources de citation[27].